# Active Denial System
Pour les articles homonymes, voir ADS.

L'Active Denial System (ADS) est un système d'armes non létales à énergie dirigée développé pour l'armée américaine par Raytheon. C'est un puissant émetteur d'ondes millimétriques utilisé pour disperser une foule (the goodbye effect).

## Fonctionnement
L'ADS émet un faisceau d'onde électromagnétique d'une fréquence de 95 GHz vers un sujet. Quand les ondes touchent la peau, l'énergie des ondes se transforme en chaleur au contact des molécules d'eau de la peau. Une impulsion de 2 secondes porterait la peau jusqu'à une température d'environ 55 °C, causant une intense sensation de brûlure très douloureuse. Il faudrait une exposition au faisceau de 250 secondes pour brûler la peau[réf. nécessaire].

## Histoire
- L'ADS a été développé en secret pendant 10 ans au coût de 40 millions de dollars américains. Son existence a été révélée en 2001, mais la plupart des détails sur les effets de l'ADS sur les humains restent classifiés[1].

- Le 22 septembre 2004, Raytheon a obtenu une licence de la FCC pour faire une démonstration de la technologie aux forces de sécurité, aux militaires et aux organismes de sécurité[2]

- Le 4 octobre 2004, le département de la Défense des États-Unis publie les informations de contrat suivantes[3] :

« Communications and Power Industries (CPI), Palto Alto [sic], Calif., is being awarded a $6,377,762 costs-reimbursement, cost-plus fixed-price contract.  The contractor shall design, build, test, and delivery a two to 2.5 megawatt, high efficiency, continuous wave (CW) 95 gigahertz millimeter wave source system.  The contractor shall perform extensive modeling, simulation, experiments, and testing to the maximum capabilities of their facilities (which shall no less than one megawatt peak RF output) that will ascertain the final CW capabilities of the source.  The contractor also shall provide input for the requirements for the government’s test stand, which will serve as a full power facility in the future.  At this time, $900,000 of the funds has been obliged.  This work will be complete by January 2009.  Negotiations were completed September 2004.  The Air Force Research Laboratory, Kirtland Air Force Base, New Mexico, is the contracting activity (FA9451-04-C-0298). »

- Traduction: « Communications and Power Industries (CPI), Palto Alto [sic], Californie, se voit attribuer un contrat à prix fixe de 6 377 762 $ avec remboursement des coûts. L'entrepreneur doit concevoir, construire, tester et livrer un système de source d'ondes millimétriques à ondes continues (CW) de 2 à 2,5 mégawatts, à haut rendement. L'entrepreneur doit effectuer une modélisation, une simulation, des expériences et des tests approfondis aux capacités maximales de ses installations (qui ne doivent pas être inférieures à un mégawatt de puissance RF de crête) qui permettront de vérifier les capacités finales en ondes entretenues de la source. L’entrepreneur devra également fournir des informations sur les exigences relatives au banc d’essai du gouvernement, qui servira à l’avenir d’installation à pleine puissance. À l'heure actuelle, 900 000 $ de fonds ont été engagés. Ces travaux seront terminés d'ici janvier 2009. Les négociations ont été achevées en septembre 2004. Le laboratoire de recherche de la Force aérienne, à la base aérienne de Kirtland, au Nouveau-Mexique, est l'activité contractuelle (FA9451-04-C-0298). »
- En janvier 2007, une première unité de l'armée de l'air des États-Unis est équipée de cet appareil[4].

- En juillet 2010, l'ADS a été déployé en Afghanistan, mais n'a pas été mis en service[5]. Les rapports de l'époque ont noté les problèmes opérationnels avec le système, comme le fait qu'il a fallu 16 heures pour le faire démarrer.

- En 2012, un centre de recherche en Russie indique qu'il travaille sur cette technologie.

- En novembre 2014, une entreprise chinoise présente un système utilisant cette technologie[6].

### En français
- Des armes qui ne tuent pas : (la réalité dépasse la fiction)
- Georges-Henri Bricet des Vallons, « Le canon-à-ondes ou la mutation modulable de l'armement », Technologie et Armement no 2, juillet-septembre 2006.
- Hervé CROCE, « Le défi des armes non-létales », Armées d'aujourd'hui, février 2005, p. 22-23

### En anglais
- « Weapons evolve as wars stay with us » sur le site Post-Gazette.com, 16 août 2004.
- « New non-lethal weapon lets troops dispell hostile crowds », World Tribune 3 février 2005
- « Details of US microwave-weapon tests revealed », New Scientist, 23 juillet 2005
- Active Denial System: A Nonlethal 'Counter-Personnel Energy Weapon', sur le site Why-war. Consulté le 19 juillet 2010 (« On Sept. 22, 2004, Thomas J. Fagan, an employee at Raytheon, was granted an FCC license »)